# Dyskografia Első Emelet
Dyskografia Első Emelet – powstałego w 1982 roku węgierskiego zespołu wykonującego muzykę pop, obejmuje osiem albumów studyjnych, jeden album koncertowy, cztery single oraz dwa albumy wideo. W skład zespołu wchodzą Gábor Berkes, Béla Patkó, Gábor Kisszabó oraz István Tereh.
Pierwszy studyjny album zespołu, Első Emelet 1, został wydany w 1984 roku nakładem wydawnictwa Hungaroton-Start jako nagroda za zdobycie przez zespół pierwszego miejsca w kategorii „Nadzieja roku” na festiwalu Pop-Meccs. Album ten zdobył status złotej płyty na Węgrzech. Rok później wydano kolejny album studyjny, Első Emelet 2, który także osiągnął status złotej płyty. W 1986 roku zespół wydał trzeci album, Első Emelet 3, który sprzedał się w ponad 170 tysiącach egzemplarzy, także osiągając status złotej płyty. Czwarty album zespołu, Első Emelet 4, został wydany w 1987 roku. W 1988 roku wydano kolejny album studyjny (Naplemez), a także jedyny album koncertowy grupy, Turné '88. Rok później wydany został szósty album studyjny zespołu, Vadkelet. W 1990 roku wydano album Kis generáció. W 1992 roku zespół został rozwiązany.
W 2008 roku zespół został reaktywowany, by udzielić serii koncertów na dwudziestopięciolecie swojego istnienia. W 2010 roku wydano pierwszy od dwudziestu lat studyjny album zespołu, zatytułowany Megyek a szívem után.

## Albumy studyjne
| Rok  | Dane dot. albumu                                                                       | Certyfikaty        | Uwagi |
| ---- | -------------------------------------------------------------------------------------- | ------------------ | --- |
| 1984 | Első Emelet 1 - Wytwórnia: Hungaroton-Start - Format: LP (SLPM 17874), MC (MK 17874)   | - HUN: złota płyta | - Debiutancki album zespołu. - W 2004 roku wznowiony przez Hungaroton na CD (HCD 17874).                                                                                             |
| 1985 | Első Emelet 2 - Wytwórnia: Hungaroton-Start - Format: LP (SLPM 17976), MC (MK 17976)   | - HUN: złota płyta | - W 2004 roku wznowiony przez Hungaroton na CD (HCD 17976). |
| 1986 | Első Emelet 3 - Wytwórnia: Hungaroton-Favorit - Format: LP (SLPM 37036), MC (MK 37036) | - HUN: złota płyta | - W 2004 roku wznowiony przez Hungaroton na CD (HCD 37036). |
| 1987 | Első Emelet 4 - Wytwórnia: Hungaroton-Favorit - Format: LP (SLPM 37100), MC (MK 37100) |                    | - W 2004 roku wznowiony przez Hungaroton na CD (HCD 37100). |
| 1988 | Naplemez - Wytwórnia: Hungaroton-Favorit - Format: LP (SLPM 37202), MC (MK 37202)      | - HUN: złota płyta | - W 1989 roku Hungaroton-Gong wydał wersję na CD (HCD 37252), na której znalazły się trzy dodatkowe utwory. - W 2005 roku wersja LP/MC wznowiona przez Hungaroton na CD (HCD 37202). |
| 1989 | Vadkelet - Wytwórnia: Hungaroton-Favorit - Format: LP (SLPM 37312), MC (MK 37312)      | - HUN: złota płyta | - W 2005 roku wznowiony przez Hungaroton na CD (HCD 37312). |
| 1990 | Kis generáció - Wytwórnia: Proton - Format: LP (PR 040), MC (PR 040)                   |                    | - W 2008 roku wznowiony przez Private Moon Records na CD (PMR 234967 2). - Album zajął dziewiąte miejsce na liście przebojów Mahasz „Top 40 album- és válogatáslemez”.               |
| 2010 | Megyek a szívem után - Wytwórnia: Gyártó Records - Format: CD (4601972)                |                    | |

## Albumy koncertowe
| Rok  | Dane dot. albumu                                                                   | Uwagi                                                                                     |
| ---- | ---------------------------------------------------------------------------------- | ----------------------------------------------------------------------------------------- |
| 1988 | Turné '88 - Wytwórnia: Hungaroton-Favorit - Format: LP (SLPM 37163), MC (MK 37163) | - Zapis niektórych piosenek zagranych podczas trasy koncertowej odbytej wiosną 1988 roku. |

## Kompilacje
| Rok  | Dane dot. albumu                                                                                                   | Certyfikaty        | Uwagi                                                                                         |
| ---- | --- | ------------------ | --------------------------------------------------------------------------------------------- |
| 1997 | Best of Első Emelet – A film forog tovább... - Wytwórnia: Hungaroton-Gong - Format: LP (SLPM 37878), MC (MK 37878) | - HUN: złota płyta | - Album zajął dziesiąte miejsce na liście przebojów Mahasz „Top 40 album- és válogatáslemez”. |

## Single
| Rok  | Singel                          | Album                                              |
| ---- | ------------------------------- | -------------------------------------------------- |
| 1983 | „Amerika”                       | Első Emelet 1                                      |
| 1983 | „Noteszember”                   | brak                                               |
| 1985 | „A kenguru jobbhorga”           | brak                                               |
| 1985 | „Álmatlanul”                    | brak                                               |
| 1988 | "Júlia nem akar a földön járni" | Napoleon Boulevard – Júlia nem akar a földön járni |
| 1988 | „Látszat”                       | brak                                               |
| 2008 | „A film forog tovább remix”     | Megyek a szívem után                               |

## DVD
| Rok  | Dane dot. albumu                                             | Certyfikaty        | Uwagi                                                                  |
| ---- | ------------------------------------------------------------ | ------------------ | ---------------------------------------------------------------------- |
| 2007 | Első Emelet Best of 1 - Wytwórnia: Private Moon Records      | - HUN: złota płyta | - Album zajął trzecie miejsce na liście przebojów Mahasz „DVD Top 20". |
| 2009 | Első Emelet Best of 2 Live - Wytwórnia: Private Moon Records |                    |                                                                        |

## Teledyski
| Rok  | Tytuł                    |
| ---- | ------------------------ |
| 1986 | "Állj, vagy lövök!”      |
| 1987 | „Csakazértis szerelem”   |
| 1987 | „Menekülés az éjszakába” |
| 1987 | „A’la carte”             |
| 1988 | „Havasi napfogyatkozás”  |
| 1988 | „Európa”                 |
| 1989 | „Esőben”                 |
| 1989 | „Drakula táncol”         |
| 1989 | „Subiduma”               |
| 1990 | „Szerelem angyala”       |
| 1990 | „Lány a villamoson”      |
| 1990 | „Kis generáció”          |